# Bolesław Adamski
Bolesław Adamski (ur. 21 kwietnia 1921 w Porąbce, obecnie w granicach Sosnowca, zm. 12 lutego 2018) – polski działacz partyjny i państwowy, inżynier elektryk. Prezes Polskiego Komitetu Normalizacyjnego (1969–1972) oraz Polskiego Komitetu Normalizacji i Miar (1972–1976), następnie I zastępca prezesa w randze podsekretarza stanu w PKNiM (1976–1979) oraz Polskim Komitecie Normalizacji, Miar i Jakości (1979–1986), p.o. prezesa PKNMiJ (1985–1986).

## Życiorys
Syn montera elektryka pracującego w kopalni. W 1935 ukończył szkołę podstawową i rozpoczął naukę w Państwowej Szkole Górniczo-Hutniczej im. Stanisława Staszica w Dąbrowie Górniczej (do 1939 skończył trzy klasy, czwartą zaś w 1945). W maju 1940, zagrożony wywozem na roboty przymusowe, podjął pracę w gospodarstwie ogrodniczym w Brzozówce. Po jej spaleniu w 1944 ewakuowany kolejno do Chmielnika i Pińczowa. W latach 1945–1950 studiował inżynierię elektryczną o specjalności konstrukcja maszyn i aparatów elektrycznych na Politechnice Gdańskiej. Pracował w Centralnym Biurze Konstrukcyjnym Maszyn Elektrycznych w Katowicach, od 1952 do 1956 jako szef działu specjalnych maszyn komutatorowych, a od 1956 jako czasowy dyrektor i następnie dyrektor naczelny. Ukończył podyplomowe wieczorowe studium ekonomiczne dla dyrektorów przedsiębiorstw w Wyższej Szkole Ekonomicznej w Katowicach, od 1962 do 1965 wykładał organizację przemysłu maszynowego na Wydziale Elektrycznym Politechniki Śląskiej.
Wstąpił do Polskiej Zjednoczonej Partii Robotniczej. Od czerwca 1965 do października 1969 wiceprzewodniczący Komitetu Nauki i Techniki, odpowiedzialny za tematykę ogólnotechniczną, przemysł elektryczny, stoczniowy, maszynowy, transport i energetykę jądrową oraz bazę naukowo-techniczną. Następnie zajmował stanowisko prezesa Polskiego Komitetu Normalizacyjnego (październik 1969 – marzec 1972) oraz Polskiego Komitetu Normalizacji i Miar (marzec 1972 – kwiecień 1976). Przeszedł następnie na fotel wiceprezesa PKNiM w randze podsekretarza stanu (kwiecień 1976 – luty 1979), po przekształceniu na tożsamej funkcji w Polskim Komitecie Normalizacji, Miar i Jakości (luty 1979 – luty 1986). Od grudnia 1985 do lutego 1986 kierował nim tymczasowo po odwołaniu Franciszka Szlachcica.

## Odznaczenia
Odznaczony m.in. Krzyżem Komandorskim (1974) i Oficerskim (1969) Orderu Odrodzenia Polski, Orderem Sztandaru Pracy (1984), Złotym Krzyżem Zasługi (1964), Złotym (1973), Srebrnym (1969) i Brązowym (1966) Medalem „Za zasługi dla obronności kraju” oraz Medalem Komisji Edukacji Narodowej. Otrzymał Złote Odznaki Honorowe Stowarzyszenia Elektryków Polskich (1966), Naczelnej Organizacji Technicznej (1969), Stowarzyszenia Inżynierów Mechaników Polskich (1978) oraz Towarzystwa Naukowego Organizacji i Kierownictwa (1973).